# Flauta zatvorenog tipa
Flauta zatvorenog tipa je vrsta flaute s tijelom koje djeluje kao Helmholtzov rezonator. Tijelo nije u obliku na jednom ili oba kraja otvorene cijevi; već je kraj tijela zatvoren.
Većina flauta ima cilindrični na jednom kraju otvoreni zvukovod: koncertna flauta te njene brojne pojednostavljene varijante korištene u narodnoj glazbi. 
Zrak u tijelu svirale zatvorenog tipa jedinstveno rezonira, pri čemu zrak naizmjenično ulazi u posudu i izlazi iz nje, a tlak u posudi se povećava i smanjuje. Ovo je različito od rezonancije cijevi, gdje se zrak kreće naprijed-natrag duž cijevi, pri čemu tlak raste u jednom dijelu cijevi, dok se u drugom smanjuje.

Puhanjem preko ruba otvora prazne boce dobiva se osnovna svirala zatvorenog tipa. U flaute zatvorenog tipa s mogučnošću sviranjaviše nota uključujemo prije svega gemshorn, okarinu i kineski xun. 
Helmholtzov rezonator neobično je selektivan u pojačavanju samo jedne frekvencije. Većina rezonatora također pojačava više prizvuka. Kao rezultat toga, flaute zatvorenog tipa imaju karakterističan zvuk.